# Запара Дмитро Федорович
Запара Дмитро Федорович (нар. 5 (17) лютого 1826, тепер Ізюмський район Харківської області — 6 (18) грудня 1865, хутір Кринички) — український громадський і культурний діяч, лексикограф, фольклорист.

## Біографія
Навчався у 1841—1846 роках у Харківському університеті.
Служив в Ізюмському повітовому суді, був гласним Харківських губернських зборів.
Друкувався у газетах і журналах, зокрема в «Основі».

## Наукова діяльність
Уклав 1849 «Краткій малорусскій словарь» (не опублікований, рукопис зберігається у Бібліотеці Російської АН, Петербург).
У словнику — близько 2000 статей, в яких українські слова стисло перекладаються російською мовою; помітне місце займають слова, записані з уст народу.
Микола Костомаров, якому до Саратова 3апара надіслав свою працю разом із власними міркуваннями «О правописаніи», зробив у рукописі виправлення й уточнення, але не підтримав запропонований 3апарою фонетичний правопис, застерігши, що не слід «прерывать святую связь с стариною».
3апара збирав матеріали до історії України, записував народні пісні.